# Dirk van Duijvenbode
Dirk van Duijvenbode (Katwijk aan Zee, 30 juni 1992), bijgenaamd Titan of Aubergenius (vanwege zijn werk op een auberginekwekerij), is een Nederlands professioneel darter die sinds 2011 uitkomt voor de PDC.

## Carrière

### 2011 - 2021
In de periode 2011-2013 kwam Van Duijvenbode uit in de jeugd- en Challenge Tour-toernooien van de PDC. In 2011 wist hij de finale te bereiken van het 15e jeugdevenement op de PDC Youth Tour-kalender, maar verloor deze met 4-2 van Paul Barham. In 2013 bereikte Van Duijvenbode tweemaal de finale van een Challenge Tour-evenement. In beide finales moest hij echter zijn meerdere erkennen in zijn tegenstanders door respectievelijk 4-1 en 4-3 te verliezen van Rowby-John Rodriguez en Jan Dekker.
Zijn eerste grote toernooi in de PDC was de German Darts Championship, onderdeel van de PDC Pro Tour in 2014. Van Duijvenbode wist hier de tweede ronde te behalen, alvorens uitgeschakeld te worden door Wes Newton. Van Duijvenbode wist zich in 2014 ook te kwalificeren voor de UK Open en bereikte daar uiteindelijk de derde ronde. In 2014 bereikte Van Duijvenbode verder de halve finale van het PDC jeugd WK en verloor hij wederom een finale van een PDC Challenge Tour-evenement doordat Colin Fowler met 5-1 in sets te sterk was.
In 2015 gooide Van Duijvenbode voor het eerst een 9-darter bij de PDC in de derde ronde van een jeugdtoernooi. Daarnaast reikte Van Duijvenbode gedurende het 12e Players Championship van de PDC Pro Tour voor het eerst tot de kwartfinale van een PDC-hoofdtoernooi. Ook was 2015 het jaar van Van Duijvenbodes debuut op de European Darts Championship, waar hij wel strandde in de eerste ronde.
In 2016 maakte Van Duijvenbode zijn debuut op het meest prestigieuze toernooi van de PDC, het PDC Wereldkampioenschap. In de eerste ronde was landgenoot Raymond van Barneveld met 0-3 te sterk voor Van Duijvenbode. Het meest memorabele moment van de wedstrijd kwam echter wel van de hand van Van Duijvenbode. In de 5e leg van de tweede set gooide hij zich dood, doordat hij een 180-score gooide terwijl hij ook nog maar 180 punten overhad.
Op 12 oktober 2020 speelde Van Duijvenbode de finale van de World Grand Prix, waarin hij met 2-5 in sets verloor van Gerwyn Price.
Van Duijvenbode won op 26 april 2021 zijn eerste rankingstoernooi bij de PDC. Tijdens Players Championship 11, onderdeel van de zogeheten Super Series, versloeg hij in de finale landgenoot Martijn Kleermaker met 8-6 in legs. Een dag later stond Van Duijvenbode in de finale van Players Championship 12 tegenover Dimitri Van den Bergh, maar hij verloor nipt van de Belg.

### 2022
Op 9 april wist Van Duijvenbode met Players Championship 12 zijn tweede Players Championship te winnen. Onderweg naar de finale versloeg hij Danny Baggish, Peter Hudson, James Wade, Florian Hempel, Simon Whitlock en Michael Smith. In de finale werd Ryan Searle met 8-7 nipt aan de kant gezet.
In juni viel Van Duijvenbode in voor Michael van Gerwen en vormde hij samen met Danny Noppert het Nederlandse koppel op de World Cup of Darts. In de eerste ronde wonnen de twee hun koppelwedstrijd met 0-5 in legs van de Brazilianen Diogo Portela en Artur Valle. Daardoor mochten ze het in de tweede ronde opnemen tegen de Ieren. Noppert wist William O'Connor te verslaan en Van Duijvenbode was te sterk voor Steve Lennon. In de kwartfinale wachtten vervolgens de Noord-Ieren. Noppert wist zich langs Daryl Gurney te worstelen en Van Duijvenbode versloeg Brendan Dolan. Daarna moesten de Nederlanders het opnemen tegen de Welshmen in de halve finale, die voor hen het eindstation zou zijn: Noppert verloor van Gerwyn Price en Van Duijvenbode was niet opgewassen tegen Jonny Clayton.
Later in juni behaalde Van Duijvenbode als ongeplaatste speler de finale van de Dutch Darts Masters, een toernooi dat onderdeel uitmaakt van de World Series of Darts. Onderweg naar de finale versloeg hij Peter Wright, Martijn Kleermaker en James Wade. Uiteindelijk bleek Dimitri Van den Bergh met 2-8 te sterk.
In juli volgde Van Duijvenbodes tweede titel van het jaar. Tijdens Players Championship 18 versloeg hij Connor Scutt, Ritchie Edhouse, Chris Dobey, Peter Wright, Luke Humphries en Adrian Lewis om zich te plaatsen voor de finale, waarin hij met 8-0 won van Gabriel Clemens.
Door Haupai Puha, Gary Anderson, Ryan Joyce en Jonny Clayton te verslaan, plaatste hij zich in september voor de finale van de World Series of Darts Finals, waarin Gerwyn Price won met 11-10.
In de derde ronde van de Players Championship Finals liet de Nederlander een gemiddelde van 112,05 noteren. Dat was op dat moment het hoogste ooit op de Players Championship Finals én zijn persoonlijke record op een hoofdtoernooi.

## Resultaten op wereldkampioenschappen

### PDC
- 2016: Laatste 64 (verloren van Raymond van Barneveld met 0-3)
- 2021: Kwartfinale (verloren van Gary Anderson met 1-5)
- 2022: Laatste 16 (verloren van Gerwyn Price met 1-4)
- 2023: Laatste 16 (verloren van Michael van Gerwen met 1-4)
- 2024: Laatste 64 (verloren van Boris Krčmar met 1-3)
- 2025: Laatste 64 (verloren van Madars Razma met 1-3)

### PDC World Youth Championship
- 2011: Laatste 32 (verloren van Michael Bushby met 3-4)
- 2012: Laatste 16 (verloren van James Hubbard met 4-5)
- 2013: Laatste 16 (verloren van Arron Monk met 2-6)
- 2014: Halve finale (verloren van Keegan Brown met 2-6)
- 2015: Laatste 64 (verloren van Sam Head met 2-6)
- 2016: Laatste 64 (verloren van Martin Schindler met 4-6)

## Resultaten op de World Matchplay
- 2021: Laatste 32 (verloren van Jonny Clayton met 7-10)
- 2022: Kwartfinale (verloren van Danny Noppert met 11-16)
- 2023: Laatste 16 (verloren van Luke Humphries met 12-14)
- 2025: Laatste 16 (verloren van Andrew Gilding met 5-11)

## Walk-on
Van Duijvenbode heeft met name bekendheid verworven met zijn excentrieke walk-on, waarbij raw hardstyle muziek wordt gedraaid. Vaak kwam Van Duijvenbode op met het nummer Glimpse of the Future van de Italiaanse diskjockey Typhoon, tegenwoordig wordt de plaat Just Like You van de Twentse dj Radical Redemption gedraaid.